# ホログラム (NICO Touches the Wallsの曲)
「ホログラム」は、NICO Touches the Wallsの5枚目のシングル。2009年8月12日にキューンレコードから発売された。

## 解説
前作より3か月のシングル。今作ではバンド史上初の書き下ろし楽曲に挑戦。「ホログラム」「風人」はそれぞれのタイアップのために書き下ろされた。初回生産限定盤・鋼の錬金術師盤（期間限定生産）・通常盤の3形態でリリース。詳細は後述。

## 本作の仕様・収録曲

### 初回生産限定盤
- CD+DVDの2枚組
- クリアフィルムジャケット
- 「鋼の錬金術師 FULLMETAL ALCHEMIST」ワイドキャップ仕様

#### CD
全曲　作詞・作曲：光村龍哉　編曲：Seiji Kameda, NICO Touches the Walls
1. ホログラム (4:09)

毎日放送・TBS系アニメ「鋼の錬金術師 FULLMETAL ALCHEMIST」第2期オープニングテーマ,第64話エンディング
テレビ神奈川『saku saku』 2009年8月度エンディングテーマ
レコチョク「レコチョク」CMソング
2. 風人 (4:19)

映画「蟹工船」主題歌
メジャーデビュー後としては初である曲名が漢字二文字の曲である。
3. あいたいきもち (4:20)

#### DVD
- 「ホログラム」PV
- 「ホログラム（「鋼の錬金術師 FULLMETAL ALCHEMIST」Ver.）PV
- 「鋼の錬金術師 FULLMETAL ALCHEMIST」TV SPOT

### 通常盤
1. ホログラム (4:09)
2. 風人 (4:19)
3. あいたいきもち (4:20)

### 鋼の錬金術師盤
- 期間限定生産盤（ - 2009年9月30日）
- 「鋼の錬金術師 FULLMETAL ALCHEMIST」描き下ろしイラストデジパック仕様
- ロイの錬成陣ステッカー封入
- 「ホログラム (ANIME Ver.)」「ホログラム (instrumental)」追加収録

1. ホログラム (4:09)
2. 風人 (4:19)
3. あいたいきもち (4:22)
4. ホログラム (ANIME Ver.) (1:42)
5. ホログラム (instrumental) (4:07)